# Psiloscolopendra feae
Psiloscolopendra feae är en mångfotingart som beskrevs av Pocock, R.I. 1891. Psiloscolopendra feae ingår i släktet Psiloscolopendra och familjen Scolopendridae.
Artens utbredningsområde är Myanmar. Inga underarter finns listade i Catalogue of Life.